# Catarina Miranda
Catarina Miranda (Vila Real, Trás-os-Montes, 1990) é uma cantora e compositora portuguesa. Atua sob o nome artístico Emmy Curl, com o qual já editou três EP e um álbum, Navia, em 2015. Em 2018, concorreu ao Festival da Canção com o tema "Para Sorrir Eu Não Preciso de Nada", escrito por Camila Ferraro e composto por Júlio Resende, ficando em 2.º lugar no certame e sendo a mais votada pelo júri.. Como cantora é conhecida por fazer parte da formação em estúdio e ao vivo em diversas digressões nacionais e internacionais do projecto de Pop electrónica papercutz.

## Discografia

### EP
- 2007 - Ether
- 2010 - Birds Among the Lines (Optimus Discos)
- 2012 - Origins

### Álbuns
- 2015 - Navia
- 2022 - 15 Years
- 2024 - Pastoral

## Prémios e Reconhecimentos
Em 2025 recebeu o prémio José Afonso, atribuído pela Câmara Municipal da Amadora, pelo seu álbum de 2024, “Pastoral”.